# Bethioua
Bethioua là một đô thị thuộc tỉnh Oran, Algérie. Dân số thời điểm năm 2002 là 14.738 người.